# Табацкова, Вера Георгиевна
Вера Георгиевна Табацкова (в девичестве Богаевская) (1925—2009) — советский государственный и партийный работник. Первый секретарь Шелковского райкома КПСС Чечено-Ингушской АССР. Герой Социалистического Труда (1971).

## Биография
Родилась на территории Северной Осетии. В девичестве — Богаевская. 
Работала председателем колхоза «Коминтерн» в станице Ново-Щедринская Шелковского района.
В 1970-х годах была первым секретарём Шелковского райкома КПСС.
Затем работала в Шпаковском районе Ставропольского края.

## Награды и звания
- Герой Социалистического Труда (08.04.1971)
- орден Ленина (08.04.1971)
- орден Трудового Красного Знамени (14.02.1975)
- 2 ордена «Знак Почёта» (30.04.1966; 13.03.1981)
- медали